# نيك روجرز (متسابق يخت)
نيك روجرز (بالإنجليزية: Nick Rogers)‏ هو متسابق يخت بريطاني، ولد في 4 أكتوبر 1977 في ليمينغتون ‏ في المملكة المتحدة.

## وصلات خارجية
- نيك روجرز على موقع أوليمبيديا (الإنجليزية)
- نيك روجرز على موقع اللجنة الأولمبية البريطانية (الإنجليزية)